# Serco Group
Serco Group plc è una multinazionale britannica attiva nel settore dei servizi per la pubblica amministrazione tra cui difesa e sicurezza, sanità, giustizia, trasporti ed istruzione.
La società, fondata nel 1929 come filiale britannica della Radio Corporation of America (RCA), è quotata presso la London Stock Exchange nell'indice FTSE 250 e ha sede a Hook, nel distretto di Hart nel Regno Unito. È attiva prevalentemente in Europa, America del Nord, Oceania, Medio Oriente

## Storia
Fu fondata nel 1929 col nome di RCA Services Ltd. dalla statunitense Radio Corporation of America (RCA), fornendo inizialmente servizi per l'industria cinematografica.
Nel corso degli anni '60 l'azienda ottenne un appalto per la manutenzione del radar del Ballistic Missile Early Warning System (BMEWS) sito presso la base aerea di Fylingdales della Royal Air Force, sviluppato da RCA Defence Electronics Products. Tale progetto fu poi replicato dal Ministero della difesa britannico in una serie di successive esternalizzazioni per la manutenzione di infrastrutture militari.
In seguito all'acquisto di RCA nel 1985 da parte di General Electric, l'azienda fu acquistata dai propri dirigenti nel 1987 e ribattezzata in Serco Ltd. (abbreviazione di Services Company), venendo quotata l'anno successivo presso la London Stock Exchange.

## Attività

### Trasporto pubblico
Nel 1998 ha fondato l'azienda Metro Service A/S per la gestione della metropolitana di Copenaghen in sub-appalto per conto di Ansaldo STS. Successivamente nel 2007 ATM Milano, tramite la società InMetro S.r.l., ha acquistato l'intero pacchetto azionario di Metro Service da Serco.
Nel 2002 ha fondato con l'operatore ferroviario olandese Abellio (a cui è poi subentrata nel 2023 Transport UK Group) una joint venture paritetica denominata Serco-Abellio, che gestisce in concessione fino al 2028 il servizio Merseyrail (ossia due linee del servizio ferroviario suburbano di Liverpool); la joint venture ha inoltre controllato tra il 2004 e il 2016 l'azienda ferroviaria Northern Rail, che ha gestito numerosi servizi ferroviari nell'Inghilterra settentrionale.
Nel 2009 si è aggiudicata la gara indetta da Transport for London (TfL) per la creazione del London Cycle Hire, il servizio di bike sharing a servizio di Londra, che gestisce in concessione per conto di TfL fino al 2025.
Nel 2014 l'azienda si è aggiudicata un contratto col governo scozzese della durata di 15 anni per la gestione del Caledonian Sleeper attraverso la controllata Serco Caledonian Sleepers Ltd. Il contratto è stato terminato in anticipo nel 2023 su iniziativa del governo scozzese.
Fino al 2020 ha gestito l'aeroporto di Scatsa sull'isola Mainland delle Shetland mentre nel 2010 ha firmato un contratto con Sir Peter Rigby per la gestione del traffico aereo dell'aeroporto di Coventry.

### Istituti penitenziari
Nel 2011 si è aggiudicata un contratto decennale col Dipartimento della correzione per la gestione delle prigioni di Mount Eaden ad Auckland in Nuova Zelanda. Il contratto è stato revocato nel 2015 dal governo neozelandese in seguito ad alcune inchieste pubblicate da Television New Zealand riguardanti l'esistenza di fight club clandestini all'interno delle prigioni.
Successivamente nel 2012 si è aggiudicata un secondo contratto per la realizzazione e la gestione di un nuovo istituto penitenziario nel sobborgo Wiri di Auckland.